# Cirksenové
Cirksenové byli rodem vládnoucím ve Východním Frísku do roku 1744, kdy zemřel poslední mužský člen rodu.

## Původ jména
Poněkud neobvyklé jméno Cirksena je fríského původu a ve Východním Frísku je dodnes rozšířeno jako příjmení. Pochází pravděpodobně ze starého osobního jména Tzirk („Cirk“). Enno Attena toto jméno přijal při sňatku s dědičkou Gelou z Manslagtu.

## Historie
Dynastie Cirksenů od 15. století do roku 1744 vládla ve Východnímu Frísku, od roku 1454 jako říšská hrabata, později (od roku 1654) jako říšská knížata.
Počátkem 17. století se rozdělili na východofrískou (hlavní) linii a na linii rietberskou (Vestfálsko). Od hlavní linie se roku 1648 odštěpila ještě větev nordenská, jejíž poslední příslušník zemřel roku 1710.
Hlavní linie rodu vymřela knížetem Karlem Edzardem v roce 1744, rietberská linie v roce 1758, ta však neměla na Východní Frísko z právního hlediska nárok. Zatímco Východní Frísko připadlo Prusku, Rietberg spolu s titulem zdědili český hraběcí rod Kouniců, kteří se poté psali Kounicové-Rietberg (Kaunitz-Rietberg).

## Cirksenové jako panovníci Východního Fríska
| Portrét | Jméno a doba života                                   | Doba panování | Titul                             | Poznámky |
| ------- | ----------------------------------------------------- | ------------- | --------------------------------- | --- |
|         | Oldřich I. (kolem roku 1408 – 25. nebo 26. září 1466) | 1464–1466     | hrabě                             | Roku 1464 byl Oldřich a jeho potomci povýšen do hraběcího stavu a své sídlo přenesl z Greetsielu do Emdenu a Aurich se stal jeho letním sídlem. |
|         | Theda (1432 - 16. listopadu 1494)                     | 1466–1491     | regentka Východofríského hrabství | Theda vládla jako vdova po Oldřichovi I. v době nezletilosti svých synů. Její nejstarší syn Enno I. ji podporoval, 19. února 1491 však u Friedeburgu přišel o život. |
|         | Edzard I. (Veliký) (1462 – 14. února 1528)            | 1491–1528     | hrabě                             | Edzard Veliký byl druhý syn Oldřicha I. Za jeho panování došlo k největšímu rozšíření Východního Fríska. Podporoval protestantskou reformaci a zavedl „Východofríské zemské právo“. |
|         | Enno II. (1505 – 24. září 1540)                       | 1528–1540     | hrabě                             | Druhý syn Edzards I. führte das unter svým Vater begonnene Reformaceswerk weiter, zatímco jeho mladší bratr Jan I. zůstal katolíkem, ale podílel se na vládních záležitostech. |
|         | Anna (14. listopadu 1501 – 24. září 1575)             | 1540–1561     | regentka Východofríského hrabství | Vdova po Ennovi II. vládla jako poručnice, poté, co se usmířila se svým švagrem, katolickým hrabětem Jenem I. |
|         | Jan II. (29. září 1538 – 29. září 1591)               | 1561–1591     | hrabě                             | Mladší syn Enna II. panoval v letech 1561 až 1591 společně se svým bratrem Edzard II. |
|         | Edzard II. (24. června 1532 – 1. März 1599)           | 1561–1599     | hrabě                             | Nejstarší syn Enna II. panoval od roku 1558 společně se svou matkou, v letech 1561 až 1591 společně se svým bratrem Janem II. a samostatně v letech 1591 až 1599. Kvůli sporům se svým bratrem Janem II. a městem Emden přenesl Edzard II. své sídlo z Emdenu do Aurichu. |
|         | Enno III. (30. září 1563 – 19. srpna 1625)            | 1599–1625     | hrabě                             | Za jeho regentství byly uzavřeny dvě významné smlouvy mezi hraběcím rodem a východofrískými stavy: Emdenský konkordát z roku 1599 a Osterhusenské ujednání z roku 1611. |
|         | Rudolf Kristián (2. června 1602 – 16. dubna 1628)     | 1625–1628     | hrabě                             | Druhý syn Enna III. zemřel při nehodě ve věku 26 let. V době panování Rudolfa Kristiána přes Východní Frísko přecházela cizí vojska třicetileté války a její pobyt způsobil velké škody. |
|         | Oldřich II. (6. července 1605 – 1. listopadu 1648)    | 1628–1648     | hrabě                             | Třetí syn Enna III. Dobu jeho panování provázela třicetiletá válka, která pro Východní Frísko znamenala velké potíže unter der Heimsuchung durch die vojsky hraběte Mansfelda zu erleiden hatte. Jedinou výjimkou byl Emden, kde krátce předtím dokončená Emdenská hradba uchránila město před dobytím cizími vojsky. Do této doby spadají také počátky zúrodňování bažin, kdy emdenské obyvatelstvo roku 1633 založilo Timmelerfehn (dnešní město Westgroßefehn). |
|         | Juliana (14. dubna 1606 – 15. ledna 1659)             | 1648–1651     | regentka Východofríského hrabství | Juliana, vdova po Oldřichovi II., v době nezletilosti svých dětí řídila vládu jako poručnice. |
|         | Enno Ludvík (29. října 1632 – 4. dubna 1660)          | 1651–1660     | hrabě, od roku 1654 kníže         | Nejstarší syn Oldřicha II. se ujal vlády roku 1651 jako východofríský hrabě. Roku 1654 byl prostřednictvím helmstedtského profesora a rodilého Východofrísana Hermanna Conringa od císaře Ferdinanda III. povýšen na říšského knížete ad personam. |
|         | Jiří Kristián (6. února 1634 – 6. června 1665)        | 1660–1665     | kníže                             | Jelikož Enno Ludvík neměl mužského potomka, ujal se vlády druhý syn Oldřicha II. Roku 1662 byl povýšen do dědičného knížecího stavu. |
|         | Kristýna Šarlota (21. října 1645 – 16. května 1699)   | 1665–1690     | regentka                          | Kristýna Šarlota Württemberská po smrti svého manžela, knížete Jiřího Kristiána Fríského roku 1665, vládla ve Východním Frísku 25 let jako poručnice. |
|         | Kristián Eberhard (1. října 1665 – 30. června 1708)   | 1690–1708     | kníže                             | Kristián Eberhard se stal knížetem již při svém narození v roce 1665, avšak až do roku 1690 zůstával v poručnictví matky. Díky svým dobrým vztahům s východofrískými stavy získal přízvisko „Mírný“ (der Friedsame). |
|         | Jiří Albrecht (13. června 1690 – 12. června 1734)     | 1708–1734     | kníže                             | Jako druhý syn knížete Kristiána Eberharda panoval v obtížné době. Zemi silně zasáhly povodně na Vánoce roku 1717. V době panování Jiřího Albrechta se navíc znovu rozhořel konflikt mezi knížetem a stavy. |
|         | Karel Edzard (18. června 1716 – 25. května 1744)      | 1734–1744     | kníže                             | Karel Edzard byl posledním východofríským knížetem z rodu Cirksenů. Dlouholeté konflikty předešlých let mezi knížecí dynastií a stavy způsobily, že mu město Emden a další zemské stavy odmítly vzdát hold. Po jeho smrti Východní Frísko připadlo Pruskému království v době panování Bedřicha II. Velikého. |